# 望月カズ
望月 カズ（もちづき カズ（旧姓：永松）、1927年〈昭和2年〉8月3日 - 1983年〈昭和58年〉11月12日）は、日本出身の大韓民国の福祉活動家。生涯で133人もの孤児を育てたことから、「38度線のマリア」と呼ばれた。

## 生涯

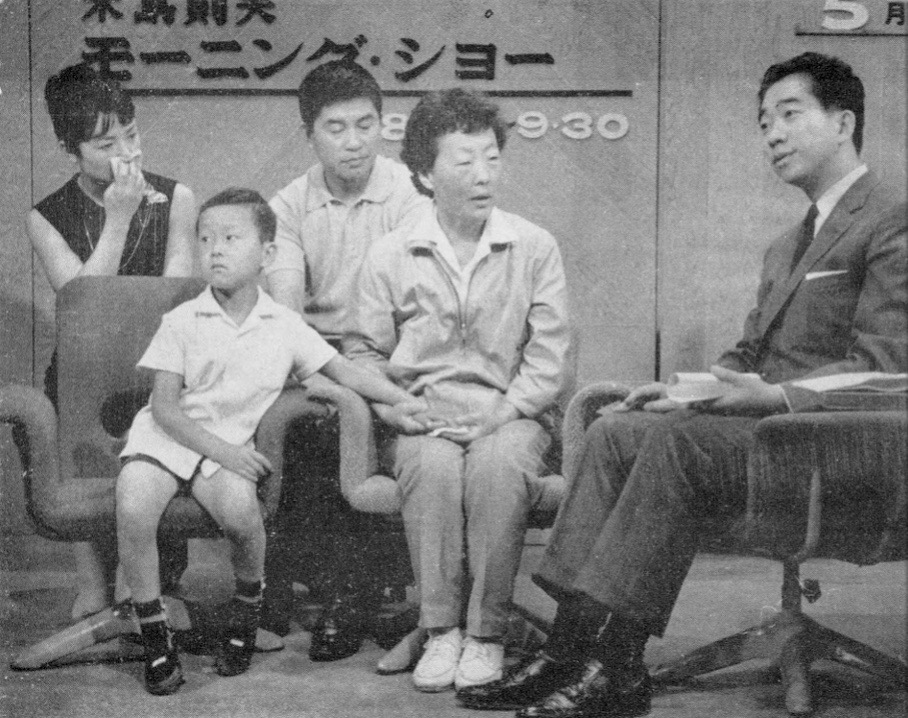
1964年5月28日放映の『木島則夫モーニングショー』において、望月は養父の永松晃と19年ぶりに対面した。左から、サブ司会者の井上加寿子、望月の養子、サブ司会者の栗原玲児、望月、総合司会の木島則夫。

杉並区に生まれる。父の顔を知らないまま、4歳で母と共に満州へ渡り、6歳の時に母を亡くして孤児となる。その後は、農奴として転売されながら、同地を放浪し続けたが、17歳のときに朝鮮の城津で偶然知り合った永松晃・礼子夫妻の戸籍上のみの養子となり、日本国籍を得ることが出来た。
1945年の終戦に伴い日本へ帰国するが、身よりも無いうえに焦土と化した祖国に絶望し、再度満州へ渡ろうとしたが、北緯38度線を越えることが出来ず、ソウルに留まることとなった。間も無くして朝鮮戦争が勃発し、その最中に胸を撃たれて銃弾に倒れた女性の胸に抱かれて血まみれになっていた男の子を助けたことをきっかけに、孤児達を自分の腕一つで助けていくことを決意した。
戦争の終結に伴い、ソウル市内にバラックを建て、孤立無援のまま肉体労働を重ね、露天で理髪業を営んだほか、軍手作りや豆炭売り、時には売血をして孤児達を育て続けた。
1963年に理髪師の資格を取得してからは、「愛の理髪師」としてその名が知れ渡るようになりった。1964年にはソウル名誉市民賞を授与され、翌1965年には手記『この子らを見捨てられない』がベストセラーとなり、同書を原作とした映画『愛は国境を越えて』は日本でも上映され、大きな反響を呼んだ。
1967年の光復節には第一回光復賞、4年後の1971年には朴正煕大統領から韓国名誉勲章・冬柏賞がそれぞれ授与された。名誉勲章叙勲式の際には、大統領府に普段着に下駄履き姿で現れ、慌てた府職員から靴だけでも履き替えるように申し出られたところ、「私は他に何も持っていません。これでだめなら帰ります」と断固として拒否し、そのまま叙勲式に臨んだという逸話がある。他にも、1976年には吉川英治文化賞を受賞している。
また、人の助言には殆ど耳を貸さず、気性が激しく本能のままに動く性格であったとされ、困窮した望月の生活状況を見かねて、孤児院を国の施設に移管するように勧められた際も、断固として拒否している。また、生涯日本人としてのアイデンティティを守り続け、反日感情の強かった当時の韓国においても、普段から和服ともんぺ姿で通し、端午の節句には遠慮なしにこいのぼりを立てていたという。
その一方で、長年重労働を続けていたことから、次第に体調を崩すようになり、自身の死期が迫っていることを悟ってからは、「死ぬときは母国の土の上で死にたい。死んだら富士山の見える所に眠らせてください」と語るようになった。日本人弁護士夫妻の尽力により日本の戸籍は取得できたものの、1983年11月12日に日本への帰国を果たせぬまま、ソウル市内の自宅で亡くなった。56歳没。
死後の1985年4月に、静岡県瑞林寺で日韓両国150人の関係者が立ち会いのもと分骨式が執り行われ、富士山を望む場所に分骨埋葬された。墓には、前述の弁護士夫妻によって
日韓の孤児130余人を養育
38度線のマリアと呼ばれた望月（永松）カズ
1927年8月3日出生
1983年11月12日没
富士山の見えるところに眠りたいとの遺志をかなえてここに眠る
という碑文が刻まれた。

## 著書
- 永松かず『この子らを見捨てられない―韓国孤児の母』1965年11月20日、オリオン社。